# 279P/La Sagra
279P/La Sagra, komet Jupiterove obitelji. Otkriven na pregledačkom projektu zvjezdarnice La Sagre.